# Regioselektywność
Regioselektywność – cecha reakcji chemicznych, polegająca na powstawaniu nadmiaru jednego z izomerów strukturalnych. W przypadku, gdy w wyniku reakcji powstaje wyłącznie jeden z izomerów stosuje się do niej termin całkowita regioselektywność (dawniej proponowano używanie w takich wypadkach określenia regiospecyficzność; nie jest to jednak zalecane ze względu na niezgodność z analogicznymi terminami stereoselektywność i stereospecyficzność).
Przykładem reakcji regioselektywnej jest m.in. addycja elektrofilowa do podwójnych wiązań węgiel-węgiel, która zachodzi zwykle zgodnie z regułą Markownikowa:

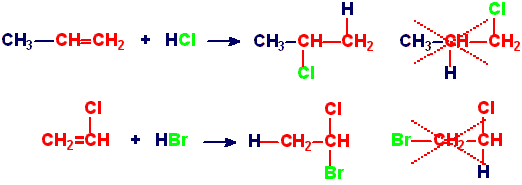
Przykłady reakcji zachodzących regioselektywnie

W reakcji tej atom wodoru przyłącza się chętnie do tego z dwóch atomów węgla, połączonych wcześniej wiązaniem podwójnym, do którego już wcześniej było przyłączone więcej atomów wodoru.
Regioselektywność reakcji wynika zazwyczaj z jednego z dwóch faktów:
- w trakcie jej przebiegu trwalsze są te produkty pośrednie, które są lepiej stabilizowane przez rezonans chemiczny lub przez grupy funkcyjne przyłączone do centrum reakcji
- struktura produktu przejściowego ma taką konfigurację przestrzenną, że dopuszcza "atak" drugiego reagenta w ściśle określonym miejscu.